# Ikarus S-49
Ikarus S-49 je jedan od prvih Jugoslavenskih zrakoplova dizajniran neposredno nakon završetka Drugog svjetskog rata. 

## Razvoj
Nakon prekida veza s Sovjetskim Savezom 1948. Jugoslavija, a posebno vojska je bila prisiljena okrenuti se domaćim proizvodnim kapacitetima i vojnoj industriji. Zbog toga su inženjeri Kosta Šivčev, Slobodan Zrnić i Svetozar Popović iskoristili podatke svoga ranijeg zrakoplova Rogozarskog IK-3 kako bi dizajnirali novog lovca oznake S-49. Prvi prototip je poletio u lipnju 1949. a prvi borbeno operativni zrakoplovi su dopremljeni na početku 1950.
S-49A je bio miješane konstrukcije prvotno koristeći Sovjetski VK-105 motor koji više nije bio dostupan nakon 1948. te je zato kasnije dogovoreno da se razvije nova inačica koju bi pokretao Francuski Hispano-Suiza 12Z-17 motor. Većina zrakoplova je izrađena u Ikarusu dok su krila i rep izrađivani u Soko Mostaru.
Tijekom 50-ih proizvedno je oko 158 zrakoplova te su u službi ostali do 1961.

## Naoružanje
- 1 x 20mm MG-151 top (Njemačke proizvodnje)
- 2 x 12,7 mm Colt Browning strojnice
- Dvije spojne točke za dvije 50 kg bombe

- ili 4 x 127 mm HVAR rakete

## Inačice
- S-49A - Inačice s Klimov M-105 motorom. Proizvedeno je 45 zrakoplova.
- S-49C - Inačice s Hispano-Suiza 12Z motorom. proizvedeno je oko 113 zrakoplova.

## Tehničke karakteristike
Osnovne karakteristike
- dužina: 9,06 m
- raspon krila: 10,3 m
- površina krila: 16,65 m2
- visina: 2,90 m

Letne karakteristike
- najveća brzina: 628 km/h
- dolet: 690 km
- najveća visina leta: 10.000 m
- motor: 1× Hispano-Suiza 12Z-17